# Calleupalamus congicus
Calleupalamus congicus är en stekelart som beskrevs av Heinrich 1968. Calleupalamus congicus ingår i släktet Calleupalamus och familjen brokparasitsteklar. Inga underarter finns listade.